# Karim Ghajji
Karim Ghajji (ur. 16 stycznia 1981) – francuski kick-boxer marokańskiego pochodzenia, mistrz świata m.in. ISKA oraz Bellator Kickboxing w wadze średniej i półśredniej (ok 75 kg), złoty medalista Igrzysk Sportów Walki w kickboxingu z 2010.

## Kariera sportowa
W 2009 zdobył srebrny medal na Mistrzostwach Świata WAKO. Rok później zajął pierwsze miejsce na I Igrzyskach Sportów Walki w kickboxingu (formuła low kick). 
W latach 2009–2012 walczył głównie na krajowych galach i turniejach zdobywając wiele pomniejszych tytułów mistrzowskich oraz pokonywał m.in. Marata Grigoriana. 7 kwietnia 2012 został mistrzem świata ISKA w formule orientalnej (-75 kg), wygrywając z Portugalczykiem Francisco Matosem na punkty. W grudniu 2012 wygrał europejskie Grand Prix WKN.
16 marca 2013 zdobył drugi tytuł mistrzowski ISKA, w kategorii super średniej (-78 kg). Oba tytuły sukcesywnie bronił naprzemiennie przez następne dwa lata. W 2013, zadebiutował w GLORY, przegrywając z Nieky Holzkenem przez TKO (rozcięcie). 6 listopada 2015 przegrał w finale turnieju pretendentów GLORY z Murthelem Groenhartem na punkty.
16 kwietnia 2016 podczas łączonej gali kickboxingu i MMA Bellator 152 w Turynie, został inauguracyjnym mistrzem Bellator Kickboxing oraz obronił mistrzostwo ISKA w kat. średniej, pokonując na punkty rodaka, reprezentującego Włochy Mustaphę Haidę. Tytuł stracił w pierwszej obronie 19 września tego samego roku na rzecz Węgra Zoltána Laszáka przegrywając z nim decyzją sędziów. 14 kwietnia 2017 zrewanżował się Laszákowi pokonując go na punkty i odbierając mu mistrzostwo Bellatora.
23 września 2017 na Bellator Kickboxing 7 zmierzył się z Raymondem Danielsem, przegrywając z nim przez TKO w pierwszej rundzie i tracąc ponownie mistrzostwo Bellator wagi półśredniej.

## Osiągnięcia[2]

### Kick-boxing
Zawodowe:
- 2008: FFKB A-Class French Kickboxing – finalista turnieju w kat. -74 kg
- 2009: FFSCDA A-Class – 1. miejsce w kat. -74 kg
- 2010: UKC France MAX Tournament – finalista turnieju w kat. -70 kg
- 2010: mistrz Francji K1 Pro w kat. -75 kg
- 2010: mistrz Europy K1 WPMF w kat. -72 kg
- 2010: F-1 World MAX – 1. miejsce w turnieju kat. -74 kg
- 2010: ProFight Karate Middleweight Tournament – 1. miejsce w turnieju
- 2011: La Nuit des Titans – 1. miejsce w turnieju kat. -73 kg
- 2011: mistrz Superfight Urban Boxing United
- 2011: mistrz Nuit des Champions w wadze -76 kg
- 2012: Boxe in défi XIII – 1. miejsce w turnieju kat. -76 kg
- 2012: mistrz świata ISKA w formule orientalnej w wadze średniej (-75 kg), pięć udanych obron
- 2012: WKN European Grand Prix – 1. miejsce w turnieju kat. -75 kg (full contact)
- 2013: La Nuit des Titans – 1. miejsce w turnieju kat. -72,5 kg
- 2013: mistrz świata ISKA w formule orientalnej w wadze super średniej (-78 kg), cztery udane obrony
- 2015: GLORY Welterweight Contender Tournament – finalista turnieju wagi półśredniej
- 2016: mistrz świata Bellator Kickboxing w wadze półśredniej
- 2017: mistrz świata Bellator Kickboxing w wadze półśredniej

Amatorskie:
- 2009: Mistrzostwa Świata WAKO – 2. miejsce w kat. -75 kg
- 2010: I Igrzyska Sportów Walki – 1. miejsce w kat. -75 kg (formuła low kick)

### Sanda
- 2009: mistrz Francji w sanda

## Lista walk MMA
| Wynik     | Bilans | Przeciwnik (bilans przed walką) | Rozstrzygnięcie                  | Runda | Czas | Rozgrywki                | Data       | Miejsce         | Uwagi        |
| --------- | ------ | ------------------------------- | -------------------------------- | ----- | ---- | ------------------------ | ---------- | --------------- | ------------ |
| Przegrana | 2-3    | Jordan Zébo (1-0)               | Decyzja (jednogłośna)            | 3     | 5:00 | Ares FC 6                | 20.05.2022 | Paryż           |              |
| Przegrana | 2-2    | Marek Jakimowicz (3-0)          | TKO (ciosy pięściami w parterze) | 1     | 4:43 | Ares FC 4                | 10.03.2022 | Paryż           |              |
| Wygrana   | 2-1    | Wallace Felipe (0-0)            | Poddanie (duszenie zza pleców)   | 2     | 3:59 | MMA Grand Prix 1         | 08.10.2020 | Vitry-sur-Seine |              |
| Wygrana   | 1-1    | Laïd Zerhouni (4-3)             | Poddanie (duszenie trójkątne)    | 1     | 2:29 | Octogone: 2nd Edition    | 26.05.2018 | Marsylia        |              |
| Przegrana | 0-1    | Manuel Sully (3-0)              | Decyzja (jednogłośna)            | 2     | 5:00 | 100% Fight: Contenders 8 | 02.10.2010 | Paryż           | Debiut w MMA |